# Je vais, je tire et je reviens
Pour plus de détails, voir Fiche technique et Distribution.
Je vais, je tire et je reviens (titre original : Vado... l'ammazzo e torno) est un film italien d'Enzo G. Castellari sorti en 1967.

## Synopsis
Un chasseur de primes traque un groupe de bandits à travers l'Ouest américain. Le plus dangereux d'entre eux, Monetero, prévoit d'attaquer un train transportant un magot...

## Fiche technique
- Titre original : Vado... l'ammazzo e torno
- Titre anglophone : Any gun can play
- Réalisation : Enzo G. Castellari
- Scénario : Tito Carpi, Enzo G. Castellari et Giovanni Simonelli d'après une histoire de Romolo Guerrieri et Sauro Scavolini
- Dialogues : John Davis Hart
- Directeur de la photographie : Giovanni Bergamini
- Montage : Tatiana Casini Morigi
- Musique : Alessandro Alessandroni et Francesco De Masi
- Costumes : Maria Baroni et Dario Cecchi
- Décors : Alberto Boccianti
- Production : Edmondo Amati (en)
- Genre : Western spaghetti
- Pays de production :  Italie
- Durée : 105 minutes
- Dates de sortie :
  - Italie : 26 septembre 1967
  - France : 10 juillet 1968
- Affiche : Jean Mascii (France)

## Distribution
- Edd Byrnes (VF : Dominique Paturel) : Clayton, le banquier
- George Hilton (VF : Bernard Woringer) : l'étranger (le chasseur de primes)
- Gilbert Roland (VF : André Valmy) : Monetero
- Kareen O'Hara : Marisol
- José Torres : José Huerta
- Ivano Staccioli (VF : Jean Berger) : le capitaine
- Gérard Herter : Lawrence Blackman
- Ignazio Spalla : Pajondo
- Adriana Giuffrè : Concheta
- Valentino Macchi (VF : Claude Joseph) : Charro Ruiz
- Rick Piper (VF : Claude Joseph) : Paco
- Rodolfo Valadier : Pablo
- Marco Mariani : le sergent Yankee
- Guglielmo Spoletini (VF : Serge Sauvion) : un homme de Monetero
- Arnaldo Fabrizio (VF : Pierre Trabaud) : Samson